# 里奇菲爾德 (堪薩斯州)
里奇菲爾德（英語：Richfield）是一個位於美國堪薩斯州莫頓縣的城市。

## 地方資料
根據2020年美國人口普查的數據，里奇菲爾德的面積為2.60平方千米，當中陸地面積為2.60平方千米，而水域面積為0.00平方千米。當地共有人口30人，而人口密度為每平方千米11.54人。